# Лутбокс
Лутбокс (англ. loot box — «коробка добычи», также loot/prize crate — «ящик добычи/призов»), также употребляется название «кейс» или «контейнер» — виртуальный предмет в компьютерных играх, при использовании которого игрок получает случайные виртуальные предметы различной ценности и назначения, называемые добычей (англ. loot). Спектр этих предметов довольно широк в пределах от простых модификаций внешнего вида персонажа или аватара игрока вплоть до изменяющих ход игры предметов, например, оружия или брони. Лутбокс представляет собой форму монетизации игры, при этом конкретная форма может различаться, то есть игроку могут или предлагаться лутбоксы непосредственно, или он получает лутбоксы в процессе игры, для использования которых требуется приобретать «ключи». Подобные игровые системы также могут быть известны как гача (англ. gacha — сокращение от Gashapon, названия серии капсулированных игрушек) при их включении в так называемые гача-игры.
Концепция лутбокса берёт своё начало от способа распределения добычи внутри группы игроков в массовых многопользовательских ролевых онлайн-играх, а также от способа монетизации игр для мобильных устройств, распространяемых по модели free-to-play. Появление концепции произошло между 2004 и 2007 годами во многих играх с free-to-play, а также в некоторых играх с традиционной оплатой. Издателям и разработчиками компьютерных игр эта концепция не только способствует созданию потока постоянного дохода, сглаживая недостатки платного загружаемого контента или платной подписки, но также способствует поддержанию интереса к игре посредством предоставления через систему лутбоксов нового контента и косметических модификаций.
Популярности лутбоксов способствовало их включение в различные игры, вышедшие в середине 2010-х годов. Во второй половине данного десятилетия в некоторых играх, например, Star Wars: Battlefront II концепция лутбоксов получила развитие, что вызвало обилие критики в адрес лутбоксов. Эта критика указывала на выхолащивание системы к виду «плати для победы» (англ. pay-to-win), то есть для подталкивания игроков к трате средств на лутбоксы геймплей игры изменялся в отрицательную сторону, а в случае внедрения таких систем в игры с традиционной оплатой они становились «антипотребительскими». Из-за опасений, что подобные системы лутбоксов приведут к появлению виртуального серого рынка азартных игр, лутбоксы в течение этого же периода стали объектом регулирования национального законодательства в области азартных игр в ряде государств.

## Описание

Процесс открытия лутбокса в игре Overwatch. Использованы эффекты: тряска ящика, вылетающие диски, цвет которых указывает на редкость, финальное представление предметов. Эффекты используются для увеличения привлекательности открытия лутбоксов. После завершения процесса игроку предлагается кнопка, позволяющая купить больше лутбоксов.

Лутбокс может быть назван по-разному в зависимости от типа игры, где он представлен. Названия «ящик», «контейнер» или «кейс» часто применяется в шутерах, где игроки могут получить новый внешний вид или снаряжение для своих персонажей. В цифровых карточных играх (например, Hearthstone) могут использоваться названия типа «бустер» или «комплект карт» по аналогии с коллекционными карточными играми.
Часто лутбоксы выдаются игрой, например, в качестве награды за повышение уровня персонажа или за успешное завершение сетевой игры. Также лутбоксы могут раздаваться в рамках рекламных акций вне игры, например, за просмотр определённых стриминговых трансляций. Игроки также имеют возможность прямой покупки лутбоксов, как правило, за реальные деньги, но также встречаются игры с продажей лутбоксов за игровую валюту. Некоторые виды лутбоксов могут быть использованы немедленно, для использования других может требоваться дополнительный предмет, представленный как «ключ».
Обычно использование лутбоксов происходит через интерфейс игры, а процесс открытия сопровождается привлекательными визуальными и звуковыми эффектами. Внешний вид таких интерфейсов явно смоделирован со слот-машин или колеса рулетки. Когда у игрока кончаются лутбоксы или ключи, игроку может демонстрироваться кнопка, посредством которой можно купить дополнительные лутбоксы.
Предметы, которые можно получить посредством лутбоксов, часто разделяются по «степеням редкости», при этом вероятность получения предмета значительно уменьшается с повышением степени его редкости. Несмотря на то, что получаемые игроком предметы выбираются случайным образом, существуют определённые гарантии, например, что лутбокс будет содержать как минимум один предмет определённой (или более высокой) степени редкости. В некоторых системах определения наград ещё не полученные предметы представлены определённым цветом, который соответствует степени их редкости, дополнительно подогревая азарт и желание получить эти предметы.
Инвентарь игрового персонажа обслуживается базами данных на сервере, управляемом разработчиком или издателем игры. Ввиду этого игроки могут иметь возможность изучать инвентарь других игроков и начинать переговоры для торговли предметами. Полученные посредством лутбоксов предметы, одетые на персонажа или используемые им, практически всегда видны другим игрокам в игре посредством модификации внешнего вида персонажа или проигрывания определённого звукового фрагмента.
В большинстве систем лутбоксов персонаж получает предметы без учёта того, что у него имеется. Предоставляются средства для избавления от полученных дубликатов, включая торговлю с другими игроками и преобразование их в игровую валюту. После этого, в некоторых системах лутбоксов, игрок может использовать эту валюту для прямой покупки определённых предметов, которых нет у его персонажа.
В некоторых системах лутбоксов, преимущественно азиатского происхождения, используется подход, адаптированный из торговых автоматов гасяпона (капсулированных игрушек). В этих гача-играх для получения случайных предметов, персонажей и других виртуальных благ используется «вращение» (аналогично повороту рычага в капсульном автомате). Одной из форм гача является так называемая «полная гача». В ней для получения редкого предмета требуется составить определённый набор из обыкновенных предметов. Несколько первых предметов в таком наборе добываются быстро, но, поскольку число отсутствующих предметов уменьшается, также всё больше и больше снижается вероятность того, что необходимый для составления набора предмет будет получен посредством лутбокса. Это верно при условии, что в игре имеется огромное количество обыкновенных предметов, тогда как требуется один определённый. Конкретно эта механика была запрещена в Японии местным Агентством по делам потребителей в 2012 году, однако другие типы гача по-прежнему широко представлены в играх.
В некоторых играх могут быть представлены сезонные лутбоксы или лутбоксы, приуроченные к особым событиям, посредством которых можно получить особые предметы, доступные для получения только в определённое время. В случае цифровых коллекционных карточных игр, где отдельные расширения устанавливаются и удаляются как часть процесса поддержки «живого» состояния метаигры, бустеры из определённых расширений предлагаются к покупке только когда это расширение считается частью стандартной игры. Как только расширение перестаёт считаться частью стандартной игры, соответствующие ему карты более не включаются в бустеры. Тем не менее, карты по-прежнему доступны для покупки за игровую валюту и использования вне стандартной игры.

## История

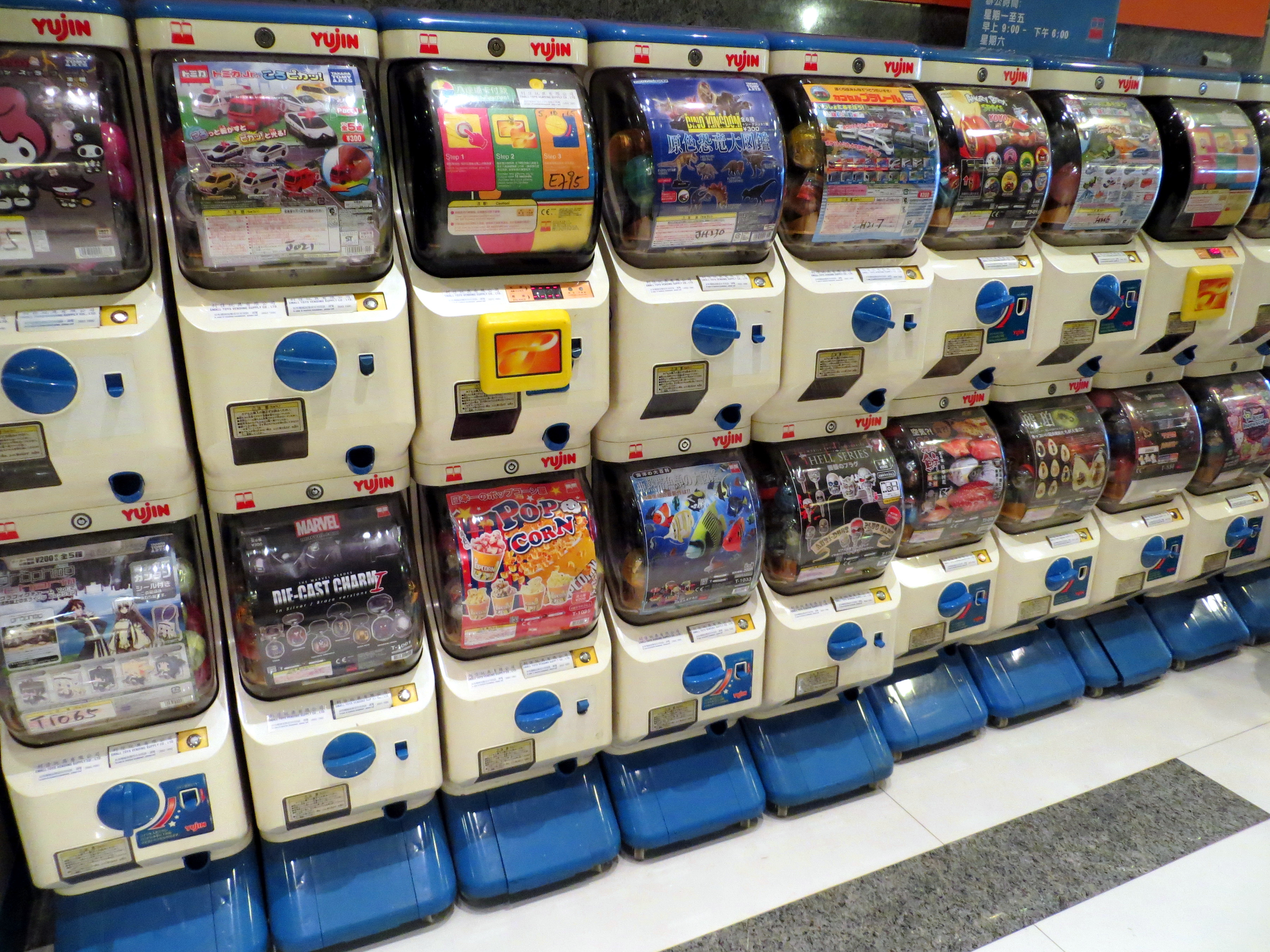
Установленные в ряд автоматы Gachapon в Гонконге.

Лутбоксы являются развитием концепции системы случайного выпадения добычи из ранних компьютерных игр, часто используемой системы случайной выдачи награды в массовых многопользовательских онлайн-играх (MMO или MMORPG) и подобных играх. В лутбоксах помимо этого подхода также формулируется подход, используемый в играх с free-to-play для мобильных устройств. Также используется элемент случайности, аналогичный выдаче капсулированных игрушек в гасяпоне.
Считается, что первым известным примером системы лутбоксов является предмет Gachapon ticket (с англ. — «билет Gachapon»), представленный в июне 2004 года в японской версии MapleStory, MMORPG в виде сайд-скроллера. Эти «билеты» продавались по цене в 100 японских иен за штуку. Подобно реальным автоматам Gachapon, по всему игровому миру были размещены специальные кабины, а при использовании «билетов Gachapon» игроки могли получить случайные игровые предметы.
ZT Online (или Zhengtu), китайская игра с free-to-play, изданная в 2007 году компанией Zhengtu Network, также считается ранним примером компьютерной игры, где лутбоксы были частью игровой системы. Игроки в странах Азии, как правило, не имеют средств для покупки игр за полную стоимость единовременно и часто пользуются интернет-кафе или компьютерными клубами для получения бесплатного доступа к играм или прибегают к нарушению авторских прав для получения бесплатных копий игры. Не пытаясь исправить подобный подход, в играх азиатского происхождения типа ZT Online вводятся лутбоксы как средство монетизации игр, которые в другом случае не получили бы дохода от продаж. Оценку окупаемости этой схемы можно получить из отчёта Zhengtu Network, согласно которому доход от ZT Online в течение первого года превысил 15 млн долларов США. Вследствие этого, подход стал применяться при издании игр, начавшие выходить как free-to-play с микротранзакциями «поверх» собственно игры. Данный подход начал внедряться в играх для мобильных устройств с free-to-play из азиатского региона, среди которых заметной является Puzzle & Dragons, вышедшая в 2011 году. Эта игра, благодаря использованному подходу к гача, первой смогла создать доход более 1 млрд долларов США при использования такой схемы монетизации.
В западных регионах (Северная Америка и Европа) примерно в 2009 году добилась успеха компания Zynga и другие крупные издатели игр для социальных сетей, предлагавшие бесплатные игры на интернет-сайтах типа Facebook, в которых имелись микротранзакции для интенсификации успехов пользователя. Таким образом, доход издателей ставился в большую зависимость от пост-продажных микротранзацкий, нежели от первоначальной продажи. Первым появлением лутбоксов в этом регионе стала игра Team Fortress 2 (сентябрь 2010 года), когда Valve добавила в игру возможность получения «ящиков», для открытия которых требовалась покупка ключей. Робин Уолкер англ. Robin Walker из Valve заявил, что целью было создание «сетевых эффектов» для привлечения большего числа пользователей в игру, чтобы получить доход от большого числа игроков, покупающих ключи для открытия «ящиков». Позднее Valve перешла к модели free-to-play, сообщив об увеличении количества игроков в 12 раз после перехода, и наняла Яниса Варуфакиса для исследования виртуальной экономики. В течение нескольких следующих лет многие MMO и MOBA для увеличения количества игроков были переведены на модель free-to-play, причём во многие при переходе была добавлена монетизация посредством лутбоксов. Первыми из них стали Star Trek Online и Властелин Колец Онлайн в декабре 2011 года.
Независимо от этих процессов в серии игр FIFA от Electronic Arts (EA) был введён режим FIFA Ultimate Team Mode (с англ. — «режим наилучшей команды»), в котором при помощи так называемых виртуальных торговых карт (англ. virtual trading card) игрок может создавать команду. Этот режим, изначально выпущенный в качестве загружаемого контента, перешёл в форму бесплатного дополнения к основной игре в 2010 году, при этом возможность покупать пакеты карты использована как средство получения дохода от игры. ЕА распространила эту успешную практику на игру Mass Effect 3, которая считается первой коробочной игрой с изначальным наличием лутбоксов после выхода в марте 2012 года. В Mass Effect 3 игрокам предлагались «пакеты», которые могут содержать нетипичную экипировку, иным способом доступную только посредством гринда в онлайн-игре, как средство компенсации затрат на содержание многопользовательских служб. Команда игры Mass Effect 3 работала в тесной связи с командой FIFA, чтобы внедрить эти «пакеты» правильным образом, что разработчик Джесс Хьюстон (англ. Jesse Houston) сравнил с открытием пакета карт Magic: The Gathering, поскольку оно всегда должно давать игроку ощущение получения ценностей из «пакетов».
Другими ранними примерами коробочных игр с лутбоксами являются Counter-Strike: Global Offensive, в которой «оружейные кейсы» (англ. weapon cases) были введены в обновлении в августе 2013 г., и Battlefield 4, в которой «боевые пакеты» (англ. battlepacks) были введены в октябре 2013 г., однако, не были доступны к покупке до мая 2014 г. и никогда не содержали дубликатов предметов. В вышедшей в ноябре 2014 г. игре Call of Duty: Advanced Warfare присутствовали «пакеты снабжения» (англ. supply drops), содержавшие случайные предметы, в том числе разные варианты игрового оружия, экипировки персонажа и очки опыта, за которые возможна модификация персонажа игрока.
На фоне финансового успеха игры Overwatch и её системы лутбоксов в 2016 и 2017 году вышло несколько игр, в которых эта механика стала частью метаигры, в числе которых Call of Duty, Halo 5: Guardians, Battlefield 1, League of Legends, Paragon, Gears of War 4 и FIFA 17. К концу 2017 года вышло большое количество крупных AAA игр в разных франшизах с включением в игровую механику систем лутбоксов, в том числе Middle-earth: Shadow of War, Forza Motorsport 7 и NBA 2K18. Это привело к критическому пересмотру этой практики, начиная с октября 2017 г. Так, выпуск знаковой игры Star Wars: Battlefront II на фоне волны критики встроенных в неё систем лутбоксов в ноябре 2017 г. привёл к возобновлению обсуждений на уровне различных правительств, связанных с необходимостью законодательного регулирования этих систем. Агрегатор рецензий OpenCritic озвучил планы ввести рейтинг «навязчивости бизнес-модели» (англ. business model intrusiveness) для игр, предоставляющих метрику степени влияния на игру систем распределения добычи и загружаемого контента. Реакция на лутбоксы во второй половине 2017 г., как отмечалось, стала одной из главных тенденций индустрии компьютерных игр в 2017 г.
Ввиду реакции на лутбоксы, некоторые разработчики и издатели, начиная с конца 2017 г., начали удаление лутбоксов из своих игр. К таким относятся, например, Star Wars Battlefront II (подробнее см. ниже), Middle-Earth: Shadows of War и Forza Motorsport 7. Во многих играх по-прежнему используются подобные механики, однако разработаны и другие подходы к монетизации, например, использование основанных на соревновании «боевых пропусков» (англ. battle passes), происходящих из игры Fortnite: Battle Royale. В марте 2019 г. из игры Heroes of the Storm была исключена возможность покупки лутбоксов за реальные деньги. Лутбоксы со случайным содержимом по-прежнему доступны в игре в качестве бесплатных игровых наград, однако после отмеченного обновления косметические модификации доступны также и для прямой покупки.

## Критика

### Вложения игроков и вопросы относительно азартных игр
Лутбоксы считаются частью так называемой петли принуждения геймдизайна, которая необходима для обеспечения вложений пользователей в игру. Петли принуждения являются одним из факторов, связанным с зависимостью от компьютерных игр, их часто сравнивают с зависимостью от азартных игр. Это обусловлено применением «подкрепления с переменной скоростью» (англ. variable-rate reinforcement schedule) приблизительно тем же образом, как в слот-машинах осуществляется выдача выигрыша. Несмотря на то, что многие игроки никогда не вкладывают реальные деньги в систему лутбоксов игры, подобные вызывающие привыкание системы приносят большие денежные вложения от так называемых «китов», то есть игроков, желающих тратить значительные денежные средства на виртуальные предметы. Вопросы относительно азартных игр особенно актуальны в играх, где осуществляется продажа лутбоксов, про которые известно, что в них играют дети. Компьютерные игры изначально расценивались как так называемые «игры умения», то есть результат в них в большей мере обусловлен умственными и физическими способностями игрока, нежели случайностью, и потому они не регулировались большинством законов об азартных играх. Однако, исследователи из Новой Зеландии и Австралии в статье в издании Nature Human Behaviour заключили, что «психологически лутбоксы сродни азартным играм».
Защитники использования лутбоксов в играх выдвигали встречные аргументы относительно схожести с практиками азартных игр, связывая лутбоксов с открытием таких коллекционных игрушек как Hatchimals или пакетов карт для реальных коллекционных карточных игр (ККИ) типа Magic: The Gathering. Ранее в США ККИ были объектом судебного разбирательства относительно того, можно ли их считать формой азартных игр, однако этого не было установлено судом. В законодательстве об азартных играх некоторых стран, например, Бельгии, имеется исключение для ККИ, потому что в данных играх не содержится элемента азарта. Противники лутбоксов отвечали на это тем, что открытие цифрового контейнера разрабатывается с учётом сенсорного опыта и моментальной отдачи, что может воздействовать на людей, имеющих склонность к азартным играм. Этот фактор отсутствует при открытии реального пакета карт.
Высказывались аргументы о том, что рост количества открытий лутбоксов в играх, начиная с Overwatch, произошло из-за восприятия акта открытия лутбокса возбуждающим элементом как для самого игрока, так и для зрителей, наблюдающих за игроком через видео на YouTube или посредством прямой трансляции на одной из стриминг-площадок, что создаёт многомиллионную аудиторию исключительно вокруг открытия лутбоксов. Компания NPD Group, отслеживающая продажи компьютерных игр, сообщает, что содержащие лутбоксы игры, выпущенные в течение сентября 2017 г., не показали изменений в покупках игроков в положительную или отрицательную сторону. Также NPD сообщает, что игра NBA 2K18, ставшая объектом критики игроков за её систему лутбоксов с момента выхода в сентябре 2017 г., закончила этот месяц в статусе самой продаваемой игры Северной Америки. Компания Juniper Research выпустила прогноз, согласно которому рынок компьютерных игр объёмом 117 млрд долларов США в 2017 г. может вырасти до 160 млрд долларов США к 2022 г. ввиду увеличения использования лутбоксов, в первую очередь в Китае. По этой причине некоторые разработчики компьютерных игр начали видеть в лутбоксах естественный способ монетизации игр, зная, что некоторые игроки будут их покупать, даже когда большинство не будет.
Игры со случайными внутриигровыми наградами, в том числе в форме лутбоксов, предоставляющие возможность обмена предметами с другими игроками, становятся площадкой для азартных игр в части косметических модификаций (англ. skin gambling). При этом объекты косметических модификаций, «скины», становятся виртуальной денежной единицей чёрного рынка среди игроков и операторов интернет-сайтов, предназначенных для торговли этими предметами за реальные деньги, либо использования их в качестве ставок на киберспорт или результат «игр умения». Впоследствии эта деятельность была определена как азартные игры органами власти, и во второй половине 2016 году были решены определённые правовые вопросы для возможности пресечения этой деятельности. Игра Counter-Strike: Global Offensive от Valve, которая в 2013 г. была обновлена с добавлением случайно выпадающих предметов внутри игры, стала наиболее выдающимся примером skin gambling к середине 2016 г. Некоторые вышедшие в 2016 и позднее игры с использованием лутбоксов или случайных наград, включая Rocket League и PlayerUnknown’s Battlegrounds, либо не имеют возможности обмена предметами, либо предоставляют её с ограничениями, ввиду чего данная практика отсутствует в этих играх.

### Влияние на геймдизайн
Некоторые системы лутбоксов, существующие внутри бесплатных игр, критикуются за выхолащивание к виду «плати для победы» (англ. pay-to-win). В таких случаях в лутбоксах содержатся предметы, выходящие за рамки несущественных модификаций персонажа, непосредственно влияющие на геймплей, например, наборы карт для цифровых ККИ. При этом степень влияния на геймплей пропорциональна степени редкости таких предметов. Ввиду этого качество умений игрока для соревнования с другими может быть обусловлено случайным образом выдаваемыми предметами посредством лутбоксов. Это может подталкивать игроков к покупке дополнительных лутбоксов для получения предметов высокой степени редкости, чтобы на равных соревноваться с другими. Карточная игра Hearthstone, выпущенная в 2014 г. Blizzard, часто рассматривается как требующая финансовых вложений в наборы карт для того, чтобы быть конкурентоспособным игроком.
По мнению некоторых комментаторов, чтобы все подобные типы систем лутбоксов считались издателями успешными, игры разрабатываются так, чтобы продвигать и поощрять покупку лутбоксов, что качественным образом влияет на основные принципы геймдизайна и может выхолащивать все лежащие в основе игры механики. В число таких элементов включают повторное использование лутбоксов как средство уклонения от заданий, связанных с гриндом, для получения меняющих игру предметов, существенно помогающих в прохождении однопользовательской игры. Это подталкивает игрока покупать лутбоксы за реальные деньги для уменьшения потерь времени. Например, в игре Middle-earth: Shadow of War имеется вторая, «истинная» концовка, для достижения которой игрок должен получить множество сильных союзников, чтобы соответствовать повышенной сложности этой концовки. Разработчики тестировали возможность достижения этой концовки без активированной системы лутбоксов и дополнительной монетизации, но рецензенты отметили, что игра требует большого количества времени на завершение дополнительных миссий для получения шанса привлечь на свою сторону дополнительных союзников. При наличии в игре постоянно действующего рынка лутбоксов игроку становится трудно отказаться от заманчивого предложения заплатить реальными деньгами за возможность избавиться от этого гринда, что в целом создаёт негативный опыт. Наличие в игре витрины магазина, позволяющего покупать за реальные деньги лутбоксы или разную экипировку, также оказывает влияние на чувство вовлечения игрока в игру. В июле 2018 г. разработчики Shadow of War выпустили патчи, которые полностью исключили из игры витрину магазина и систему лутбоксов.

### Причины монетизации
Введение некоторых систем лутбоксов считается некоторыми игроками и комментаторами антипотребительским. Игры с единовременной оплатой обычно уже обладают поддержкой загружаемого контента, поэтому последующее введение систем лутбоксов подвергается широкой критике со стороны игроков. Некоторые игровые журналисты рассматривают добавление лутбоксов в многопользовательскую игру как оправданную часть мероприятий издателя по снижению стоимости поддержки игровых серверов, однако их добавление в однопользовательские игры имеет целью исключительно дополнительную прибыль издателей.
Разработчики и издатели рассматривают лутбоксы как необходимую часть монетизации компьютерных игр класса AAA после первоначальной продажи. Издатели избегают повышения базовой стоимости таких компьютерных игр свыше 60 долларов США, опасаясь моментального снижения продаж. Вместо этого осуществляется поиск источников дохода после первоначальной продажи как реакция на увеличение затрат из-за возрастающей стоимости и скорости процесса разработки, стагнацию роста аудитории компьютерных игр и сокращение времени, в течение которого единовременные продажи могут осуществляться по полной стоимости. Схемы монетизации типа систем лутбоксов могут быть полезными для получения «длинного хвоста» прибыли после выхода игры. По мнению издателей, монтизация после первоначальной продажи необходима для успешной конкуренции в сфере игр для мобильных устройств, где преимущественно используется схема монетизации free-to-play. В полемике относительно Star Wars Battlefront II аналитик из компании KeyBanc Capital Markets указал на то, что в расчёте за один час цена компьютерных игр даже с учётом покупок лутбоксов и микротранзакций остаётся ниже, нежели у иных медиа, а, значит, компьютерные игры недооценены относительно ценности, которую они представляют.
Разработчики знают, что решение по добавлению в игру лутбоксов и по их ценам в реальной валюте может быть принято издателем или высшим менеджментом, однако непосредственная реализация этих систем, в том числе их содержимое, как они распределяются и подобные вопросы, решаются самим разработчиком. Некоторые разработчики отмечают, что подход к лутбоксам должен быть связан с типом конкретной игры, а, поскольку лутбоксы не должны внедряться в хищнической манере по отношению к пользователям, решение о добавлении лутбоксов в игру может быть принято разработчиком до получения соответствующего указания от издателя. Когда системы лутбоксов последовательно используются для создания дохода после первоначальной продажи вместо побуждения к продолжению игры, разработчики ощущают необходимость в значительном изменении геймдизайна в сторону от соревновательного геймплея к подталкиванию игрока к тратам денег. Они обнаружили, что в играх, где базовый геймплей не побуждает или не требует трат денег на покупку лутбоксов, добавление нового контента, доступного посредством лутбоксов, в целом приветствуется в сообществе и может приносить небольшой доход. Также обнаружено, что поддержка системы лутбоксов улучшается, когда их использование определено на ранних стадиях разработки, чтобы разработчики могли её проработать, нежели при добавлении лутбоксов в последний момент. Разработчики отметили, что механики лутбоксов лучше принимаются незападной аудиторией, а также молодой западной аудиторией. Эти группы формируют другие шаблоны потребления нежели более возрастные западные игроки, в основном благодаря взрослению вместе с играми для мобильных устройств с free-to-play.

### Отдельные примеры

#### Overwatch
Не все системы лутбоксов вызывают критику. Система из Overwatch от Blizzard Entertainment считается примером безобидного использования лутбоксов, несмотря на некоторые недостатки в её реализации. Все получаемые посредством неё предметы являются косметическими модификациями и не оказывают влияния на геймплей. При этом, выполненные качественно и визуально притягательно, эти предметы становятся желаемыми для игроков. Игроки могут получать игровую валюту за полученные случайным образом дубликаты, на которую игрок может купить другие предметы без необходимости покупки большого числа лутбоксов. Подход к лутбоксам из Overwatch также считается хорошим способом представления нового бесплатного для всех контента как части особых событий, а также честно декларируемых Blizzard целей получения дохода как части бизнес-модели «игра как услуга». Также Blizzard изучает отзывы о системе лутбоксов в игре и вносит в неё изменения. Например, в июне 2017 г. в качестве реакции на долговременную критику со стороны игроков компания внесла изменения в систему лутбоксов Overwatch с целью уменьшения частоты получения дубликатов предметов, пытаясь сохранить темпы получения игровой валюты увеличением количества валюты, получаемой посредством лутбоксов. CEO Blizzard Майкл Морхейм сообщил, что при создании лутбоков в Overwatch они избежали введения системы типа «плати для победы» (англ. pay-to-win), внесения меняющих геймплей элементов и возможности конвертировать полученные посредством лутбоксов предметы в реальные деньги, поэтому он «[не] считает, что Overwatch следует относить к тем спорам [о лутбоксах]». Продюсер игры Джефф Каплан к этому добавил, что в их подходе к лутбоксам они хотели дать возможность игрокам получить желаемые косметические предметы, независимо от их умения или удачи, поэтому они добавили возможность прямой покупки этих предметов за игровую валюту. Аналитик компьютерных игр Майкл Пачтер озвучил прогноз, что модель использования лутбоксов из Overwatch с выдачей только косметических предметов станет предпочтительным способом введения этого типа монетизации в будущем. Однако система из Overwatch по-прежнему не позволяет игрокам осуществлять прямую покупку определённых косметических предметов за реальные деньги, а количество получаемой посредством лутбоксов игровой валюты может быть небольшим. Оба эти аспекта вносят свой вклад в побуждение к трате средств и создают потенциал для азартных игр.

#### Star Wars Battlefront II
С другой стороны, игра Star Wars: Battlefront II от Electronic Arts, разработанная студией EA DICE и выпущенная в ноябре 2017 г., привлекла к себе повышенное внимание на волне критики лубтоксов, поднявшейся в октябре 2017 г. Battlefront II, преимущественно сетевой многопользовательский шутер, был переработан в целях исключения подхода с «сезонными пропусками» из оригинальной игры, поскольку было обнаружено, что он разделяет пользователей игры на тех, кто платил за дополнительный контент, и тех, кто предпочитал за него не платить. Вместо этого в Battlefront II были введены другие схемы микротранзакций, которые, хоть и позволяли всем игрокам играть вместе, формировали необходимый EA постоянный доход. В число этих схем входит система лутбоксов, некоторые из получаемых посредством неё предметы, так называемые «звёздные карты» (англ. Star Cards), улучшают возможности определённых классов персонажей. Эти предметы разделены на многочисленные уровни, связанные с редкостью, от которых зависит величина получаемого улучшения. Из-за того, что «звёздные карты» высоких уровней дают очевидные преимущества игрокам, желающим купить большое число лутбоксов за реальные деньги, относительно игроков, которые просто играют в игру, система лутбоксов Battlefront II уже во время открытого бета-тестирования описывалась как одна из наиболее вопиющих систем типа «плати для победы» (англ. pay-to-win) в играх, продающихся по полной цене.
До выхода игры EA подвергла этот подход переработке ввиду критики и изменила систему лутбоксов, чтобы некоторые из предметов, которые по-прежнему оставались доступными посредством лутбоксков, например «звёздные карты», также можно было бы получить другим способом: посредством игровых достижений, игровой валюты или прямой покупки за реальные деньги. Непосредственно перед выходом игры подписчики EA Access получили «ранний доступ» к окончательной версии Battlefront II; они обнаружили, что для получения доступа к особым геройским персонажам посредством альтернативной игровой валюты и микротранзакций от игрока требуется проводить много часов в игровых матчах для получения «кредитов» с достаточно высокой скоростью, либо тратить реальные деньги на покупку игровой валюты или лутбоксов, одной из наград при использовании которых является игровая валюта. Комбинация систем лутбоксов и микротранзакций, необходимых элементов для систем вида «плати для победы», вызвала ещё больше критики. Всего через несколько часов после выхода игры EA и DICE временно отключили все покупки через микротранзакции до тех пор, пока не будет найдено решение, подходящее для пользователей. DICE заявила: «Теперь мы будем больше слушать, регулировать, балансировать и настраивать» до их повторного введения. Согласно The Wall Street Journal, решение отключить микротранзакции непосредственно перед выходом игры было выполнено по требованию компании Disney, которой принадлежат все права на «Звёздные войны». Disney, зная о притягательности франшизы для детей, опасалась, что система лутбоксов может вносить вклад в развитие у детей поведения, свойственного игрокам в азартные игры. Позднее EA завяила, что её обновлённый подход к микротранзакциям в игре будет применён в марте 2018 г., при этом будут удалены все элементы типа «плати для победы» наподобие «звёздных карт» из возможных предметов, получаемых посредством лутбоксов. Вместо этого «звёздные карты» выдаются только за успехи в игре, оцениваемые на основе очков опыта, тогда как в лутбоксах после обновления могут содержаться только косметические предметы или игровая валюта для их покупки.
Реакция игроков на систему лутбоксов из Battlefront II позволила бельгийской Комиссии по азартным играм произвести оценку характера лутбоксов конкретно в Battlefront II. В США на этом фоне начались законотворческие дебаты о возможности запрета продаж игры на Гавайях и в некоторых других штатах. EA выпустила заявление о том, что она не считает подход к лутбоксоам из Battlefront II азартными играми, поскольку их использование полностью добровольное. Реакция и изменение системы лутбоксов и/или схемы монетизации вызвали снижение продаж Battlefront II ниже ожиданий, ввиду чего котировки акций EA снизились на 8 % в течение недели после выхода игры (что соответствует приблизительно 3 млрд долларов США). Аналитики ожидают о EA изменения подходов к способам монетизации игр, а также, что она не будет допускать в будущем подобной ответной реакции, которая может ещё сильнее уменьшить будущие прибыли. По результатам финансового квартала, следовавшего за выходом Battlefront II, EA отчиталась о продаже на 10 % меньше единиц продукции, чем запланированные 10 млн, что финансовый директор EA Блэйк Йоргенсен (англ. lake Jorgensen) объяснил полемикой вокруг системы лутбоксов в игре. Это, вкупе с отключением микротранзакций на время, пока компания заново вырабатывала подход к лутбоксам, привело к тому, что доход EA в этом квартале не достиг ожиданий. В апреле 2018 г. спикер EA Патрик Зёдерлунд (англ. Patrick Söderlund) заявил, что полемика относительно лутбоков в Battlefront II существенно повлияла на компанию, вызвала перестановки на исполнительных должностях и что «для игр, которые выйдут следующими, для Battlefield или для Anthem, [игроки] недвусмысленно дали понять, что мы не можем позволить себе повторения тех же ошибок. И мы их не повторим».

#### FIFA
Electronic Arts также выпускает ежегодные игры о футболе в рамках серии FIFA, используя при этом образы и характерные черты реальных спортсменов и команд, участвующих в этой организации. Часть из последних игр содержит режим «наилучшей команды» (англ. Ultimate Team), в котором игроки могут создать собственную команду посредством «карт» соответствующих игроков. Эти карты можно купить за реальные деньги в составе виртуальных наборов карт. Подобный механизм схож с системами лутбоксов в других играх, однако вариант из игр FIFA критикуется за то, что карты, полученные в одной версии игры, не переносятся в версию следующего года. Вследствие этого игрок должен снова создавать конкурентоспособную команду посредством получения заново виртуальных «кредитов» или траты реальных денег с высокой вероятностью повторения этого цикла каждый год. В 2016 г. EA сообщила о том, что доход от покупок в рамках режима «наилучшей команды» составил 650 млн долларов США в год, что составило ровно половину дохода от микротранзакций в портфолио компании и 30 % дохода от всех цифровых продаж.

## Правовое регулирование
Из-за использования случайности при выдачи предметов и привлечением реальных денег, игры с использованием лутбоксов могут считаться формой азартных игр. Законодательство об азартных играх может варьироваться от страны к стране, но общим признаком, по которому системы лутбоксов могут быть отнесены к азартным играм, является невозможность законными средствами вывести содержимое из лутбоксов назад в реальные деньги.
Игры с системами лутбоксов стали объектом регулирования законодательства нескольких азиатских стран, при этом в западных странах продолжается обсуждение вопросов о законности лутбоксов. Стивен Райт (англ. Steven Wright), автор издания PC Gamer, наблюдал за рассмотрением некоторых вопросов относительно азартных игр, связанных с лутбоксами, в судебных делах против индустрии бейсбольных карточек в 1990-х годах и против физической карточной игры Pokémon, однако решения по этим процессам не распространялись в достаточной степени на другие области.

### Азия и Океания

#### Китай
В декабре 2016 г. Министерство культуры КНР анонсировано законодательство, которое требует от «издателя онлайн-игры», начиная с мая 2017 г., опубликовывать «вероятность получения для всех виртуальных предметов и сервисов». Когда законодательство вступило в силу, издатели опубликовали массу различной статистики, среди которой были указаны шансы получения китайскими игроками разных категорий предметов в каждом лутбоксе, некоторые из которых были достаточно малы, вплоть до 0,1 %. Другим требованием законодательства для издателей стало ограничение на количество возможных покупок лутбоксов для одного игрока в сутки (ограничения также затронули максимальный размер наборов из нескольких лутбоксов). Также законодательство требует от издателей установить более лояльные к игрокам шансы получения редких предметов в зависимости от числа открытых лутбоксов, устанавливая точное количество лутбоксов, требуемое для получения редкого предмета.
Также законодательство запретило издателям осуществлять прямую продажу «лотерейных билетов», таких как лутбоксы. В июне 2017 г. Blizzard Entertainment объявила, что «в соответствии с новым законодательством» лутбоксы в игре Overwatch больше не будут предлагаться к покупке в Китае. Вместо этого игроки могут покупать игровую валюту, получая при этом лутбоксы в качестве «подарка» за покупку.
Начиная с ноября 2019 г. Главное государственное управление КНР по делам прессы и издательств запретило продажу лутбоксов лицам, не достигшим 8-летнего возраста и ограничило продажи лутбоксов более старшей аудитории до 18-летнего возраста максимальной сумой в месяц от 200 до 400 юаней.

#### Япония
Ввиду успеха модели гача в игре Puzzle & Dragons в 2011 г., в Японии было установлено, что такая система является по существу азартной игрой, в частности, для молодых игроков. К маю 2012 г. Агентство по делам потребителей Японии наложило запрет на так называемую «полную гача», при которой предопределённый набор предметов, получаемых посредством лутбоксов, может быть преобразован в более редкий и, следовательно, более дорогой предмет. Это было сделано не посредством издания нового законодательного акта, а посредством выпуска юридического заключения о том, что виртуальные предметы могут считаться «призами» в соответствии с существующим законодательством от 1977 г., таким образом предотвращая внедрение «полной гача» в контексте бейсбольных коллекционных карточек. В течение месяца после публикации этого юридического заключения все японские издатели компьютерных игр удалили из своих игр правила касательно «полной гача», однако многие издатели нашли способ уклонения. Японские разработчики игр для мобильных устройств, включая GREE и DeNA, вели работу над созданием саморегулируемой группы внутри индустрии, Общественной игровой ассоциации Японии (англ. Japan Social Game Association), что было попыткой удержания разработчиков от применения этой модели, однако эта организация успеха не достигла и была упразднена в 2015 г.

#### Южная Корея
В марте 2015 г. депутаты Национального собрания Республики Корея по инициативе партии «Свободная Корея» предложили поправки к существующему национальному законодательству об играх, которые требуют от компаний, связанных с играми, опубликовывать «информацию о типах, соотношениях в наборах, а также о вероятности получения» предметов, получаемых посредством лутбоксов. Эти поправки не были приняты, однако этот прецедент привёл к попытке саморегуляции корейской индустрии компьютерных игр. Это не убедило депутатов Собрания, они продолжили настаивать на необходимости законодательного регулирования. Однако, было выработано несколько вариантов саморегуляции (последний в июле 2018 г.), которые в настоящее время требуют, чтобы во всех компьютерных играх отображались вероятности получения игроком предметов из лутбоксов. Также имеются планы по расширению области регулирования посредством этого подхода, чтобы под неё подпадали и другие формы покупок в играх, например вероятность успеха при использовании купленного предмета, предназначенного для улучшения другого предмета.
Комиссия по справедливой торговле по-прежнему осуществляет надзор за проблемами потребителей, связанными с лутбоксами и компьютерными играми. Так, в апреле 2018 г. она оштрафовала компанию Nexon на 850 тыс. долларов США за вводящую в заблуждение практику использования лутбоксов в игре Sudden Attack.

#### Сингапур
В октябре 2014 г. Парламентом Сингапура был утверждён Закон об удалённых азартных играх (англ. Remote Gambling Act), который устанавливает запрет на все не имеющие лицензии интернет-сайты с азартными играми и предусматривает штрафы для всех, кто его нарушает. По определению закона к азартным играм, связанным с риском, причисляются «виртуальные кредиты, виртуальные монеты, виртуальные жетоны, виртуальные объекты или любая другая вещь, которая покупается […] в связи с игрой шанса», что приводит к необходимости для производителей каждой игры, где игрок платит деньги и получает основанный на случайности результат, обращаться за государственной лицензией на осуществление этой деятельности.
В ответ на действия лобби индустрии игр министр внутренних дел С. Исуаран (англ. S. Iswaran) внёс в парламенте ясность относительно этого закона, сказав, что «закон не нацелен на социальные игры, в которые игроки играют не для получения шанса выиграть деньги и где геймдизайн не позволяет игрокам переводить игровые „кредиты“ в реальные деньги или реальные сопутствующие продукты вне игры». Министр также сделал исключение из закона для «виртуальных валют, которые могут быть использованы для выкупа или получения доступа к другим развлекательным продуктам», подобных Steam.
Тем не менее, министр также заявил:
Факт состоит в том, что граница между социальными и азартными играми выглядит всё более нечёткой. То, что может появиться сегодня и выглядеть безопасно, может быстро перерасти завтра во что-то более зловещее вслед за возможностями рынка и потребительскими настроениями. Поэтому определения в законе даются максимально широкие.

#### Австралия
В Австралии игры с лутбоксами подпадают под ограничения для азартных игр, если в них можно играть «ради денег или чего-либо ценного». Вопросы остаются даже в случае, когда «ценность» предмета, существующего только в игре, может быть определена только в связи с престижем этого предмета. Комиссия по регулированию азартных игр и алкоголя штата Виктория (англ. Victorian Commission for Gambling and Liquor Regulation) заявила, что рассматривает лутбоксы как азартные игры, однако не обладает полномочиями для преследования компаний, зарегистрированных за рубежом. Комиссия предлагает устанавливать «моментальный рейтинг R» для любой игры, использующей лутбоксы в обход этих ограничений. В мае 2018 г. Офис электронной безопасности Австралии (англ. Australian Office of eSafety) опубликовал список рекомендаций по безопасности в отношении опасности, которую представляют лутбоксы в онлайн-играх.
В июне 2018 г. Сенат Австралии, рассмотрев ходатайство Джордона Стил-Джона (англ. Jordon Steele-John), направил запрос в Комитет по окружающей среде и коммуникациям (англ. Environment and Communications References Committee) для проведения расследования в отношении лутбоксов, доклад по которому должен быть представлен Сенату в сентябре 2018 г. Расследование, начатое в августе 2018 г., оценило использование лутбоксов в компьютерных играх и пришло к выводу, что они спорны в отношении азартных игр и эффекта, оказываемого на детей. Отчёт, опубликованный в середине сентября 2018 г., содержит вывод о том, что лутбоксы «психологически сродни азартным играм», и о том, что потенциально лутбоксы «используют в своих целях игровые расстройства своих пользователей». Комитет рекомендовал ввести маркировку игр, содержащих лутбоксы, для того, чтобы привлечь внимание родителей, обозначения содержащегося в них «внутреннего азартного содержимого», а также предложил ввести оценку таких игр на соответствие определённому законом минимальному возрасту, при достижении которого разрешено участие в азартных играх. В окончательном отчёте Комитет убеждает австралийское правительство «произвести комплексное рассмотрение лутбоксов в компьютерных играх» посредством межведомственной работы по определению, какие законодательные и иные меры должны быть предприняты.
В феврале 2020 г. вышел отчёт Постоянной комиссии Палаты представителей Австралии по социальной политике и правовым вопросам (англ. Australian House of Representatives Standing Committee on Social Policy and Legal Affairs), объектом рассмотрения которой стал контент в интернете, который должен быть заблокирован посредством проверки возраста. Он рекомендовал комиссару Офиса электронной безопасности или лицам на подобных должностях «сообщить австралийскому правительству о вариантах ограничения доступа к лутбоксам и другим симулированным элементам азартных игр в компьютерных играх для взрослых 18-летнего возраста или старше, в том числе посредством обязательной проверки возраста».

#### Новая Зеландия
Комиссия по азартным играм Департамента внутренних дел Новой Зеландии сообщила в ответ на запрос местного жителя по электронной почте, что они считают, что «лутбоксы не соответствуют определению азартных игр в законодательстве», но ведётся работа по пересмотру этой ситуации.

### Европа

#### Великобритания
В марте 2017 г. Комиссия по азартным играм Великобритании выпустила документ с изложением позиции под названием «Виртуальные валюты, электронный спорт и игры с социальным казино». В этом документе изложена позиция, согласно которой виртуальные предметы являются «призами», а также, в целом, что «там, где призы можно использовать исключительно внутри игры, подобные игровые возможности не должны лицензироваться как азартные игры». Тем не менее, далее в документе говорится следующее:

По нашему мнению, возможность конвертировать игровые предметы в реальные деньги или обмениваться ими (для получения других предметов, имеющих стоимость) означает достижение ими ценности в реальном мире и превращение в денежные статьи или денежные ценности. Там, где возможности для азартных игр предлагаются с использованием таких предметов, необходимо получение лицензии тем же способом как в обстоятельствах, когда некто использует или получает фишки казино, которые впоследствии могут быть обменены на деньги, как способ оплаты азартных игр.
Оригинальный текст (англ.)In our view, the ability to convert in-game items into cash, or to trade them (for other items of value), means they attain a real world value and become articles of money or money’s worth. Where facilities for gambling are offered using such items, a licence is required in exactly the same manner as would be expected in circumstances where somebody uses or receives casino chips as a method of payment for gambling, which can later be exchanged for cash.

В августе 2017 г. Комиссия начала расследование в отношении азартных игр, связанных с косметическими модификациями. Позже, в ноябре, исполнительный директор Комиссии Тим Миллер (англ. Tim Miller) в интервью на BBC Radio 4 подтвердил, что Комиссия также исследовала лутбоксы и предложения по саморегулированию индустрии компьютерных игр. В том же месяце Комиссия выступила с заявлением, в котором признала, что она не может установить, когда именно лутбоксы смешиваются с азартными играми, ввиду чего они могут лишь усилить надзор за соблюдением того, что Парламент принял как закон об азартных играх, а также подтвердить в связи с этим законодательное определение азартных игр, данное в ранее выпущенном документе с изложением позиции. Миллер сказал, что, хоть они не могут принимать меры в отношении лутбоксов, пока Парламент не изменит закон, они могут повысить информирование о проблемах, создаваемых лутбоксами и оказываемом влиянии на детей и их родителей, а также проводить оценку рисков и связанных с ними проблем в рамках начатого в августе 2017 г. расследования в отношении азартных игр, связанных с косметическими модификациями. Также Миллер заявил что, несмотря на то, что в других странах приняты законы или осуществляется регулирование лутбоксов, Комиссия должна придерживаться законов Великобритании.
В октябре 2017 г., за месяц до начала дискуссий относительно Battlefront II, член Парламента от Кембриджа Дэниэль Зэйхнер (англ. Daniel Zeichner) от имени избирателей направил парламентский запрос «Государственному секретарю по вопросам цифровых технологий, культуры, СМИ и спорта в отношении того, какие действия она планирует предпринять для помощи в защите уязвимых взрослых и детей от противозаконных азартных игр, внутриигровых азартных игр и лутбоксов в компьютерных играх». В ответе член парламента Трейси Крауч (англ. Tracey Crouch), Заместитель секретаря Департамента цифровых технологий, культуры, СМИ и спорта сослалась документ с изложением позиции Комиссии по азартным играм, а также отметила:

Правительство понимает риски, исходящие от сближения азартных и компьютерных игр. Комиссия по азартным играм продолжает в связи с этим расследование и будет продолжать наблюдение за событиями на рынке.
Оригинальный текст (англ.)The government recognises the risks that come from increasing convergence between gambling and video games. The Gambling Commission is keeping this matter under review and will continue to monitor developments in the market.

Независимо от этого более 10 тыс. граждан Великобритании подписали петицию, требующую от правительства «адаптировать законы об азартных играх для включения в них азартных игр в компьютерных играх, целью для которых являются дети», что затрагивает проблемы, связанные с лутбоксами. В ответе правительства говорится, что Совет по стандартам компьютерных игр проводит консультации с PEGI для понимания, требуется ли вносить какие-то изменения в стандарты PEGI в отношении азартных игр в компьютерных играх, а также что Комиссия по азартным играм рассматривает взаимодействие между такими играми и молодой аудиторией. Также ответ ссылается на закон о Правилах защиты потребителей от недобросовестной торговли 2008 г., который, согласно ответу, «содержит требования к бизнесу не подвергать кого-либо вводящим в заблуждение или агрессивным формам маркетинга или, например, прямым призывам к покупке продуктов, таких как игровой контент, в том числе внутриигровых покупок типа лутбоксов».
В марте 2018 г. член Парламента от города Редкар Анна Терли (англ. Anna Turley) призвала правительство «ускорить прохождение законопроектов для регулирования игровых механик лутбоксов». В ответе министр и член Парламента Марго Джеймс (англ. Margot James) отметила, что «PEGI предупреждает покупателей продуктов в основных магазинах приложений, когда в игры включены дальнейшие покупки и рассматривает вопрос о возможности нанесения этих уведомлений на физических упаковках», а также что «такие регуляторы как PEGI и Комиссия по азартным играм призывают индустрию убедиться, что покупатели и игроки компьютерных игр в достаточной мере информированы и защищены».
Комиссия по азартным играм в ноябре 2018 г. выпустила доклад о состоянии азартных игр и их влиянии на молодёжь. Несмотря на сообщения новостных агентств о том, что Комиссия определила, что лутбоксы могут считаться «точкой входа» молодёжи для включения азартных игр в другие сценарии помимо компьютерных игр, Комиссия пояснила, что они не делают какого-либо прямого вывода, они лишь определили, что примерно 3 из 10 детей в Великобритании открывали лутбоксы в играх. Начиная с января 2019 г. Департамент цифровых технологий, культуры, СМИ и спорта Палаты общин начал общественное обсуждение о том, как технологии погружения типа виртуальной реальности могут влиять на культуру с особым вниманием к «вызывающей привыкание природе некоторых технологий». Также Департамент провёл общественные слушания с представителями индустрии компьютерных игр для того, чтобы выслушать их мнение. Член Парламента Марго Джеймс и действующий Министр культуры, связи и творческих индустрий заявила в ходе этих обсуждений, что подход Великобритании к оценке лутбоксов будет отличаться от подхода, принятого другими европейскими странами типа Бельгии, ввиду различий в законодательстве об азартных играх разных стран. Джеймс сказала: «Лутбоксы являются способом для людей покупки предметов, косметических модификаций для улучшения их игрового опыта, но в связи с ожиданием получения дополнительной финансовой выгоды. И, что более важно, ими нельзя обмениваться вне сети за [реальные] деньги. В этом я вижу большую разницу и, по-этому, не считаю правильным говорить, что лутбоксы являются азартными играми».
В июле 2019 г. Комиссия по азартным играм выпустила заявление о том, что они не могут осуществлять надзор за продажами лутбоксов в большинстве компьютерных игр, поскольку не существует способов монетизации предметов, находящихся в лутбоксах, что является главным признаком азартных игр согласно текущему законодательству. Также комиссия предостерегла о существовании третьесторонних веб-сайтов, которые включают средства монетизации содержащихся в лутбоксах предметов, что подобно азартным играм в отношении косметических модификаций, однако Комиссия не в состоянии наблюдать за такими веб-сайтам и настоятельно требует от компаний типа Valve предпринять дальнейшие действия для предотвращения монетизации азартных игр в отношении косметических модификаций.
В своём окончательном отчёте, опубликованном 9 сентября 2019 г., Департамент рекомендовал правительству Великобритании предпринять превентивные меры для прекращения продаж игр, содержащих лутбоксы, несовершеннолетним, а также продолжить работу с PEGI для того, чтобы обеспечить соответствующую маркировку игр, включающих механики азартных игр. Также в отчёте содержится заявление: «Мы считаем, что лутбоксы, которые продаются за реальные деньги и заблаговременно не раскрывают своё содержимое, являются играми шанса, в которые играют ради денежной ценности». Также в отчёте содержатся требование к правительству Великобритании включить игры, содержащие лутбоксы, в Закон об азартных играх 2005 г., который в таком случае запретит их продажи. Отчёт также соглашается с заключением Комиссии по азартным играм, требующим от разработчиков и издателей компьютерных игр предпринимать больше усилий для ограничения серого рынка и азартных игр в отношении косметических модификаций. В следующем месяце Детский комиссар по Англии выступил с отчётом, который перекликался с теми же беспокойствами о том, что лутбоксы для несовершеннолетних подобны азартным играм и предлагаемые воодушевляющие изменения в законодательство об азартных играх должны отражать как игры могут использовать их для побуждения несовершеннолетних к продолжению траты денег.
Директор Национальной службы здравоохранения Великобритании по вопросам душевного здоровья Клэр Мердок (англ. Claire Murdoch) в январе 2020 г. заявила, что Служба включила беспокойства, связанные с лутбоксами и душевным здоровьем молодёжи, в их «Долговременный план», но предостерегла, что «ни одна компания не должна настраивать детей на зависимость, обучая их азартным играм на примере этих лутбоксов. Никакая фирма не должна продавать игры с лутбоксами с подобным элементом шанса, потому, да, их продажи должны быть прекращены».
В феврале 2017 г. Комиссия по надзору за азартными играми на острове Мэн внесла изменения в законодательство, чтобы однозначно определить виртуальные предметы как имеющие «ценность денег» даже в случае, когда перевод их в реальные деньги невозможен, однозначно сделав лутбоксы объектом применения их законодательства.

#### Нидерланды
В апреле Управление по играм Нидерландов выпустило юридическое заключение, согласно которому считаются противозаконными как продажа лутбоксов, так и «передача» полученных предметов. В отчёте под названием «Исследование лутбоксов: сокровище или бремя?» управление определило, что четыре из десяти исследованных игр этим самым нарушают законодательство об азартных играх. В документе говорится, что, хоть в отношении систем лутбоксов в остальных шести играх недостаточно оснований для судебного преследования, изготовители «тем не менее способствовали разработке, создающей зависимость» и находились «в противоречии» с задачами Управления.
Управление предоставило разработчикам четырёх неназванных игр восемь недель для внесения исправлений в их системы лутбоксов, в противном случае они были бы оштрафованы с возможностью запрета продаж данных игр в Нидерландах. Valve отключила возможность торговли игровыми предметами из игр Counter-Strike: Global Offensive, Team Fortress 2 и Dota 2, заявив, что Управление по играм Нидерландов установило срок до 20 июня 2018 г. для исправления положения с лутбоксами в данных играх. 11 июля 2018 г. Valve вновь активировала возможность торговли игровыми предметами из Counter-Strike: Global Offensive, отключив при этом возможность для пользователей из Нидерландов и Бельгии открывать лутбоксы.
Расследование управления было начало после парламентского запроса, внесённого членом парламента Михелем ван Ниспеном (нидерл. Michiel van Nispen) в ноябре 2017 г. Объявляя о расследовании, регулятор предупредил о «возможной опасности» от «привыкания и крупных финансовых трат».
Действуя согласно апрельским заявлениям, Управление по играм начало консультации со странами Европейского Союза для поиска возможности гармонизировать законодательство относительно лутбоксов в странах Союза.
Ввиду постановлений правительства, компания Psyonix в апреле 2019 г. отключила возможность для пользователей из Нидерландов и Бельгии открывать «ящики добычи» с ключами в игре Rocket League.

#### Бельгия

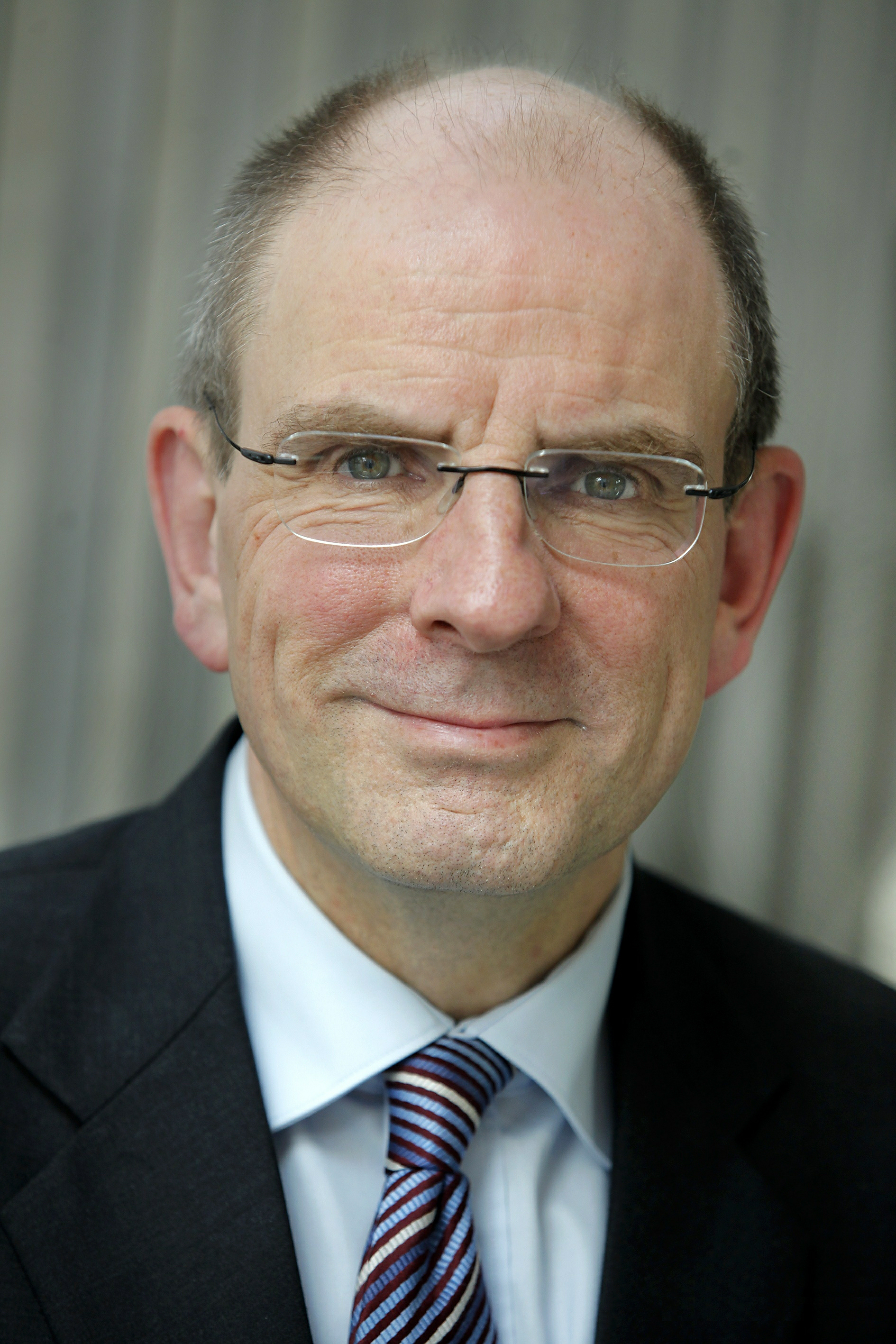
Министр юстиции Бельгии Коэн Джинс

В апреле 2018 г., вскоре после принятия решения по лутбоксам в Нидерландах, Комиссия по играм Бельгии завершила своё исследование систем лутбоксов в четырёх играх: FIFA 18, Overwatch, Counter-Strike: Global Offensive и Star Wars Battlefront II — и определила, что системы лутбоксов в играх FIFA 18, Overwatch и Counter-Strike: Global Offensive следует считать игрой шанса, и они должны регулироваться бельгийским законодательством об азартных играх. Комиссия установила в отношении Overwatch, что действие по открытию лутбоксов является игрой шанса с целью получения предметов осознаваемой ценности, при этом в игре отсутствует система прямой покупки игровой валюты для приобретения определённых предметов, в то время как в игре FIFA 18 осуществляется слияние реальности и вымысла посредством использования реально существующих спортсменов для привлечения внимания к системе лутбоксов. Министр юстиции Бельгии Коэн Джинс (нидерл. Koen Geens), комментируя эти выводы, отметил, что «Необходим диалог с этим сектором», а также что «Часто с этими системами [лутбоксов] контактируют дети, и мы не можем этого допускать». Исследование проходило с ноября 2017 г., в течение времени когда из Battlefront II были временно удалены лутбоксы, поэтому нарушения у данной игры не были найдены. Комиссия издала распоряжения удалить из указанных выше трёх игр системы лутбоксов, иначе их издатели могут быть обвинены в уголовном преступлении и оштрафованы в размере до 800 тыс. евро. Джинс также призвал к запрету лутбоксов во всём Европейском союзе, отметив, что «смешивание обычных и азартных игр, особенно для младших возрастов, вызывает опасения за душевное здоровье детей».
В ответ на эти заявления некоторые компании сделали лутбоксы недоступными для пользователей из Бельгии без каких-то финансовых компенсаций для тех, кто купил или заплатил за товары в соответствующих играх:
- В Valve сообщили, что они будут «рады взаимодействию с бельгийской Комиссией по играм и ответить на любые заданные вопросы». В EA и Activision Blizzard не стали давать комментариев[71]. Как уже отмечено выше, в июле 2018 г. для CounterStrike: Global Offensive было выпущено обновление, которое выключило возможность открывать лутбоксы пользователям из Бельгии и Нидерландов[142].
- Компания 2K выпустила модифицированную версию NBA 2K, для соответствия новым нормам из игры для бельгийских игроков была убрана возможность покупать наборы случайных карт MyTeam за реальные деньги, однако они по-прежнему доступны к покупке за игровую валюту[149]. В 2K считают, что лутбоксы не нарушают бельгийского законодательства и призывают игроков связываться с местными представителями власти относительно удаления этой модификации[150].
- В Blizzard Entertainment заблокировали для бельгийских игроков возможность покупать лутбоксы в Overwatch и Heroes of the Storm, однако они всё ещё могут быть получены в качестве игровых наград[151].
- В ArenaNet отключили для бельгийских игроков возможность покупать игровую валюту за реальные деньги в Guild Wars 2. В этой игре отсутствуют лутбоксы как таковые, однако имеется так называемый Ecto Gambling, позволяющий игрокам за игровую валюту получать случайный набор предметов, что должно вызывать вопросы относительно соответствия бельгийскому законодательству об азартных играх в той части, что и лутбоксы[152].
- В Square Enix объявили об отзыве в 2018 г. из магазинов приложений всех трёх собственных игр для мобильных устройств, в которых присутствуют механики лутбоксов: Mobius Final Fantasy, Kingdom Hearts χ и Dissidia Final Fantasy Opera Omnia[153].
- В Konami отключили для игроков из Бельгии возможность покупки игровой валюты в Pro Evolution Soccer 2019, которая могла быть использована для покупки лутбоксов. Игроки могут купить их на игровые деньги[154].
- Одновременно с данными изменениями, в апреле 2019 г., в Psyonix отключили в Rocket League для бельгийских игроков возможность открывать лутбоксы[146].
- В Nintendo закрыли бельгийским пользователям доступ к двум играм: Animal Crossing: Pocket Camp и Fire Emblem Heroes, — поскольку обе имели возможность посредством реальных денег покупать случайные игровые предметы[155].

Игры FIFA 18 и FIFA 19 также были в названном Комиссией списке, однако в Electronic Arts не стали выпускать модификацию этих игр. Ранее, в мае 2018 г., в Electronic Arts сообщили, что не считают реализацию лутбоксов в их играх соответствующей азартным играм. Ввиду этого Комиссия обратилась в бельгийский суд 10 сентября 2018 г., инициируя судебный процесс против EA, однако какие именно меры могут быть применены к компании должно было решаться в офисе общественного обвинителя. В конечном счёте, 29 января 2019 г. в EA объявили, что они в феврале прекращают продажу наборов FIFA Ultimate Team бельгийским игрокам посредством микротранзакций, что удовлетворило требования Комиссии.

#### Франция
На основании дискуссий о лутбоксах и микротранзакциях, развернувшихся после выхода Star Wars Battlefront II, французский сенатор Жером Дюрен (фр. Jérôme Durain) направил запрос в ARJEL (Autorité de régulation des jeux en ligne с фр. — «Регуляторный орган онлайн-игр»), назначенную правительством организацию по надзору за онлайн азартными играми, о проведении расследования в отношении ситуации с лутбоксами вида «плати для победы» (англ. pay-to-win). В запросе Дюрен изложил свои соображения о том, что «некоторые наблюдатели указывают на схожесть мира компьютерных игр и практик, специфичных для азартных игр». В отчёте, вышедшем в июне 2018 г., ARJEL пишет, что не может считать на момент выхода отчёта лубоксы азартными играми, однако указывает на необходимость в продолжении дальнейшего расследования после выхода отчёта, запланированного Gaming Regulators European Forum (с англ. — «Европейским форумом игровых регуляторов»). В отчёте ARJEL отмечается, что обычно предметы из лутбоксов не имеют денежной ценности, и, даже, когда возможен обмен ими по типу азартных игр в части косметических модификаций, издатель таких игр не принимает участия в данной области, таким образом между лутбоксами и другими формами азартных игр существует определённый зазор.

#### Германия
В феврале 2018 г. Комиссия по защите молодёжных СМИ Германии объявила об исследовании лутбоксов, проводившимся в Гамбургском университете, в котором делается вывод о том, что они обладают признаками, «типичными для азартных игр». Глава комиссии Вольфганг Крейсиг (нем. Wolfgang Kreißig) сказал, что «возможно, лутбоксы могут нарушать запрет о рекламе среди детей и подростков». В марте 2018 г. комиссия заключила, что лутбоксы, вероятно, могут нарушать запрет на прямую рекламу, побуждающую покупать продукты, нацеленные на молодёжь, однако изученные ими игры имели возрастной рейтинг «от 16 лет и старше», и потому они не направлены на то, что в них будет играть молодёжь. Комиссия продолжила собирать жалобы на лутбоксы в конкретных играх, не имея при этом законных путей для назначения каких-либо штрафов или наказаний, даже если будет установлено, что они нарушают закон.

#### Швеция
Также в феврале 2018 г. Министр финансов Швеции Ардалан Шекараби (швед. Ardalan Shekarabi) заявил, что он был «готов направить запрос [шведскому] правительству, чтобы пристально оценить феномен лутбоксов и определить необходимость изменения законодательства для обеспечения лучшей защиты пользователей». Он озвучил перспективу приравнивания лутбоксов к лотереям в течение 2019 г. В мае 2019 г. Шекараби вынес распоряжение Шведскому потребительскому агентству изучить защиту пользователей применительно к лутбоксам, в особенности то, насколько они защищают молодёжь и детей.

#### Польша
В феврале 2019 г. Министерство финансов Польши выпустило заявление, согласно которому лутбоксы не являются азартными играми по польскому законодательству, хоть в некоторых других законодательствах они действительно могут считаться азартными играми. Польские законы специфическим образом описывают азартные игр, и текущее на момент заявления описание не позволяет отнести лутбоксы к таковым.

### Северная Америка

#### США
В США на 2017-й г. отсутствовали законы, предметом регулирования которых являлись бы лутбоксы. Привлечение интереса к проблеме началось, начиная с середины 2016 года, из-за вопросов относительно азартных игр в части косметических модификаций. Это также привлекло внимание к некоторым проблемам, связанным с использованием виртуальных предметов в азартных играх. Новшеством прецедентного права стало определение судами, что азартные игры с использованием виртуальной валюты внутри компьютерных игр незаконны, поскольку в них отсутствует связь с реальными деньгами. Подобное положение создано компаниями Blizzard Entertainment и Riot Games в их играх. Кроме того, в большинстве штатов законы об азартных играх основываются на принципе получения чего-то, обладающего ценностью, посредством игры шанса, однако ранее в прецедентном праве традиционно считалось, что игровые предметы не имеют ценности. Тем не менее, с увеличением числа технически грамотных судей, которые могут трактовать «ценность» не только как финансовую величину и обладают представлением относительно степени ценности игровых предметов, полученных в результате азартных игр в части косметических модификаций, возможно изменение того, каким образом судейский корпус будет классифицировать лутбоксы.
Представители штата Гавайи Крис Ли (англ. Chris Lee) и Шон Кунлэн (англ. Sean Quinlan) выпустили в ноябре 2017 г. заявление, выражающее позицию относительно лутбоксов. «Эти виды лутбоксов и микротранзакций определённо разработаны для получения прибыли посредством эксплуатации психологии людей таким же образом, как и игры в казино». Они планировании ввести изменения в законодательство штата Гавайи, в частности, для запрета продаж игры Star Wars Battlefront II, также они обращались к законотворцам из других штатов для введения в действие аналогичных законов с целью возможность изменения федерального законодательства ввиду достаточной активности в штатах. Кунлэн сказал:

Я осознал, насколько далеко это зашло. Мы были на этом пути 15 лет со всеми этими DLC первого дня, подписками на пропуска, «плати для победы». Мы продолжали принимать это как потребители, продолжали покупать эти игры. Теперь мы находимся там, где надо решать, не пора вводить регулирование. Не должна ли ESRB ввести новый рейтинг, который бы отражал азартные игры и вызывающие привыкание механики?
Оригинальный текст (англ.)I realized just how bad it has gotten. We’ve been on this path for 15 years with day-one DLC, subscription passes, pay-to-win. We as consumers kept accepting that, kept buying those games. Now we’re at a place where we need to consider, do we need to legislate? Does the ESRB have to consider a new rating that could deal with gambling and addictive mechanics?

Вместо выпуска закона, который по разрушительному эффекту для индустрии мог бы стать «скользким склоном», Кунлэн заявил, что предпочёл бы видеть саморегуляцию индустрии, в результате чего из игр, позиционирующихся для детей, были бы исключены подобные азартным играм механики, либо индустрия назначала бы играм с такими механиками рейтинг для более взрослой аудитории, что должно повлиять на то, как они продаются и позиционируются. Позднее Ли объяснил, что он будет вносить законопроект, который должен запретить продажу игр, содержащих элемент азартных игр, кому-либо, кто не достиг возраста 21 года, как в розничной торговле, так и в цифровой дистрибуции. Элемент азартных игр при этом определяется как использование реальных денег для изменения «процентной вероятности» получения определённого игрового предмета, а не самого предмета непосредственно. К февралю 2018 г. в законодательное собрание штата Гавайи были внесены два независимых законопроекта. Один из них устанавливал введение обязательной маркировки с текстом «Внимание! Игра содержит внутриигровые покупки и механики, подобные азартным играм, которые могут быть вредоносными или вызывающими привыкание.» при продаже содержащих лутбоксы игр через торгово-розничную сеть. Второй законопроект устанавливал возможность продажи таких игр только лицам, достигшим 21 года, возраста, равному минимальному возрасту для допуска к азартным играм в штате. Однако к марту 2018 г. эти законопроекты не отвечали требованиям для включения в законодательство штата и были отклонены.
В январе 2018 г. три сенатора из штата Вашингтон внесли в законодательное собрание Сенатский билль 6266 (S-3638.1), который, в случае успеха, предписывал бы Комиссии штата Вашингтон по азартным играм (англ. Washington State Gambling Commission) проводить расследования в отношении лутбоксов и их возможного влияния на азартные игры среди несовершеннолетних.
В апреле 2018 г. в штате Миннесота был внесён законопроект, который бы запретил продажу игр с лутбоксами детям младше 18 лет, а также вводил бы специальную маркировку для предупреждения потребителей о наличии систем лутбоксов.
В начале 2019 г. сенатор-республиканец Джош Хоули от Миссури объявил о своём намерении внести законопроект под названием «Закон о защите детей от наносящих вред игр» (англ. The Protecting Children from Abusive Games Act), что должно было запретить лутбоксы и микротранзакции типа «плати для победы» в играх для несовершеннолетних. В законопроекте используются характеристики и определения, ранее применённые в Законе о защите конфиденциальности детей в Интернете. Ответственной за выполнение этого закона назначается Федеральная торговая комиссия, которая бы выносила решения о назначении штрафов играм, не выполнившим этих предписаний. Законопроект был формально внесён в Сенат США 23-го мая 2019 г. при Конгрессе 116-го созыва как Сенатский билль 1629. Соавторами выступили сенаторы-демократы Эд Марки (от Массачусетса) и Ричард Блументал (от Коннектикута).

### Международное регулирование
В сентябре 2018 г. члены комиссий по азартным играм из пятнадцати европейских государств, в том числе Австрии, Чехии, Франции, Ирландии, Латвии, Нидерландов, Норвегии, Польши, Португалии, Испании и Великобритании, а также штата Вашингтон США объявили о совместных усилиях для «противодействия рискам, создаваемым размытием границ между играми и азартными играми». Основная деятельность группы направлена на сайты, связанные с азартными играми в части косметических модификаций, тем не менее, они будут искать возможности, чтобы «гарантировать, что такие особенности игр как системы лутбоксов, не будут приводить к азартным играм в рамках национальных законодательств».

### Саморегулируемые организации
Организации из индустрии компьютерных игр заявляли о, в целом, невозможности саморегулирования лутбоксов аналогично азартным играм ввиду отсутствия в их странах законодательства, которое бы рассматривало присутствие лутбоксов в играх как азартные игры.

#### Европейский союз
Во многих странах Евросоюза добровольная сертификация компьютерных игр с определением рейтинга осуществляется PEGI. По заявлениям PEGI одно лишь присутствие в играх систем лутбоксов не делает игру автоматически «содержащей азартные игры». Более того, PEGI заявила, что «не PEGI должна решать, считать что-то азартной игрой или нет; это должно быть определено в национальных законах об азартных играх».
Парламентские запросы в Великобритании в марте 2018 года показали, что PEGI «рассматривает возможность введения размещения уведомлений [о наличии внутриигровых покупок] при реализации коробочных продуктов». В апреле 2020 г. PEGI объявила о введении дополнительной маркировки «содержит платные случайные предметы» на играх, содержащих механики типа лутбоксов.

#### Япония
Японская ассоциация социальных игр (англ. Japan Social Game Association; JSGA) до прекращения деятельности в 2015 г. выпустила два руководства о саморегулировании для внутриигровой гача: введение минимального шанса выигрыша в 1 % и введение ограничения платёжного максимума. Например, если игрок потратил определённое количество денег на гача, игрок получает шанс бесплатно получить любую награду, предоставляемую посредством гача. Ассоциация установила рекомендацию ограничить платёжный максимум размером в 50 тыс. иен.
Японская ассоциация онлайн-игр (англ. Japan Online Game Association; JOGA), обслуживающая саморегулируемые организации японской индустрии компьютерных игр вместо JSGA, также выпустила подобные руководства с дополнительными положениями, например, «перечисление всех доступных наград посредством лутбоксов, а также шансов получения всех наград» и «перечисление изменений всех доступных наград и шансов получения при изменении программного обеспечения, особенно в течение праздничных кампаний с ограниченным сроком». Несмотря на то, что новые руководства не вводят ограничение платёжного максимума, они рекомендуют отображать ожидаемую максимальную ставку для гарантии получения предмета, если она превышает 50 тыс. иен.

#### Великобритания
Ассоциация интерактивных развлечений Великобритании (англ. Association for UK Interactive Entertainment; UKIE), торговая организация индустрии компьютерных игр Великобритании, озвучила свою позицию, по которой лутбоксы не являются азартными играми и «и без того регулируются и полностью удовлетворяют соответствующему современному законодательству Великобритании».

#### США
В США существует организация Entertainment Software Rating Board (ESRB) занимающаяся определением рейтингов содержимого компьютерных игр аналогично PEGI в Европе. ESRB не считает лутбоксы формой азартных игр и не считает необходимым вводить маркировку Real Gambling (с англ. — «настоящая азартная игра») для содержащих их игр. ESRB считает лутбоксы эквивалентными наборам карт для коллекционных карточных игр, поскольку игрок при открытии лутбокса после покупки всегда получает какие-то предметы, даже если эти предметы не являются желаемыми для игрока. Кроме того, ESRB заявила, что игры, промаркированные Real Gambling, вероятно, будут оцениваться как AO (Adults Only с англ. — «только для взрослых») в соответствии с законодательством об азартных играх. Поскольку розничные магазины обычно не создают запасов подобных игр, это может нанести вред их издателям. Также ESRB считает себя ответственной за помощь в информировании родителей о компьютерных играх. Например, ESRB обнаружила, что родители чаще беспокоятся из-за трат денег детьми на внутриигровые покупки, нежели из-за каких-то аспектов, связанных с азартными играми, поэтому они не включают наличие лутбоксов в свои описания игрового контента. Тем не менее, они хотели бы добавить лутбоксы в свои описания в будущем, если законодательство или другие промышленные стандарты будут рассматривать азартные игр как критическую проблему.
Entertainment Software Association (ESA), головная организация для ESRB, также не рассматривает лутбоксы как форму азартных игр, подчёркивая, что лутбоксы — добровольный и необязательный элемент в соответствующих играх. Крупные издатели компьютерных игр Electronic Arts и Take-Two Interactive также делали заявления о том, что не рассматривают лутбоксы как азартные игры ввиду их добровольного характера. Эндрю Уилсон (англ. Andrew Wilson), CEO Electronic Arts, в мае 2018 г. заявил, что EA продолжит включать лутбоксы в свои игры и, «Пока нам запрещено выводить вовне предметы, обладающие стоимостью во внутриигровой валюте, мы будет активно искать способы предотвращения случаев, когда это происходит незаконно; также для достижения этого мы работаем с регуляторами в разных юрисдикциях».
Несмотря на молчаливое согласие других издателей с проблемами лутбоксов, озвученными правительством, Electronic Arts, в целом, проявила упорство в отстаивании позиции, суть которой в том, что компания не считает, что их реализация лутбоксов является формой азартных игр. Согласно заявлениям, сделанным представителями Electronic Arts в ходе слушаний в Комитете по цифровым технологиям, культуре, СМИ и спорту Великобритании, компания сравнивает лутбоксы с «механикой сюрприза», которую любой может обнаружить в яйцах «Киндер сюрприз», и считает собственную реализацию лутбоксов «достаточно этичной и достаточно увлекательной, достаточно приятной для людей».
На волне критики, поднявшейся вследствие выхода игры Star Wars Battlefront II, финансовые аналитики высказывали мнения о том, что индустрия компьютерных игр должна выработать принципы саморегулирования для обретения лучших способов управления монетизацией и схемами, связанными с лутбоксами для того, чтобы избежать вмешательства правительства в дела индустрии.

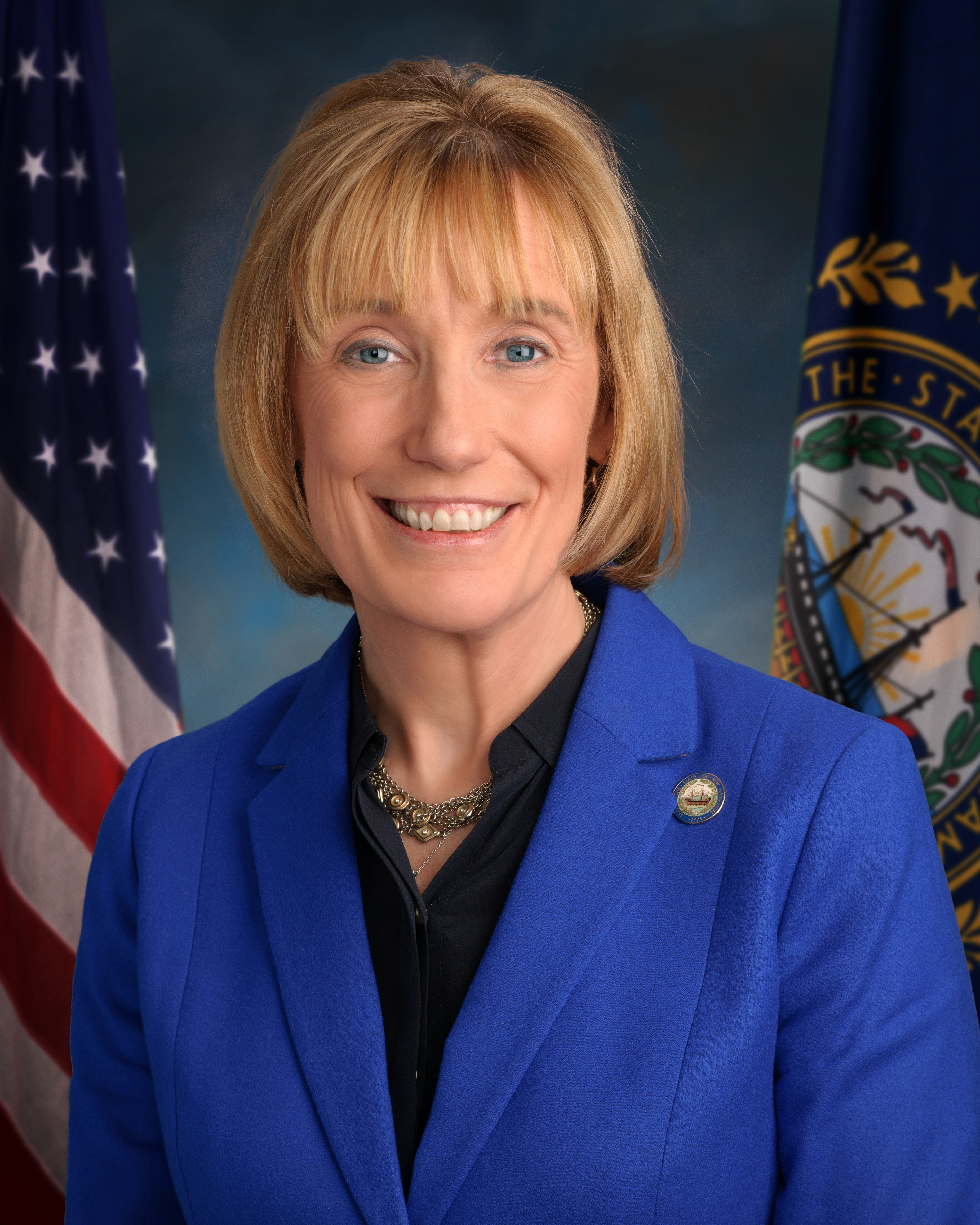
Сенатор Мэгги Хассен.

В феврале 2018 г. сенатор Мэгги Хассен подняла вопрос о лутбоксах на слушаниях в Комитете Сената США по торговле, науке и транспорту в отношении четырёх номинантов Федеральной торговой комиссии, за которыми Комиссия осуществляет надзор. Она поставила перед номинантами вопрос, является ли достойной внимания проблема, когда дети становятся зависимы от азартных игр и деятельность, подобная лутбоксам, которая может делать детей более подверженными зависимости; на что все четыре номинанта ответили, что эта проблема требует внимания. Тогда же Хассен направила письмо в ESRB, чтобы «пересмотреть полноту процесса оценивания и правила, относящиеся к лутбоксам, а также принять во внимание вред, который подобные типы микротранзакций способны наносить детям», а также чтобы «рассмотреть, в каких случаях подход к дизайну и маркетингу лутбоксов в играх, проводящийся в отношении детей, позволяет этичным и прозрачным образом защитить развивающиеся умы маленьких детей от хищнической деятельности». Несмотря на то, что письмо не привело ни к слушаниям, ни к изменению законодательства, Брайан Креченте (англ. Brian Crecente) из издания Glixel рассматривает это как попытку привлечь к действиям ESRB по собственной инициативе до того, как Конгресс будет вынужден издать соответствующее законодательство.
В ответ на письмо Мэгги Хассен в феврале 2018 г. ESRB объявила о новом требовании к любым играм с оценкой, которые содержат внутриигровые покупки за реальные деньги, в том числе лутбоксы, о нанесении соответствующей маркировки. Также ESRB отметила, что ранее маркировка наносилась преимущественно для помощи родителям в выборе игр для своих детей, однако из-за недостатка доступного им места на розничной упаковке они ранее не могли требовать от издателей чёткой идентификации конкретной формы микротранзакций. Тем не менее, ESRB подтвердила, что они по-прежнему не рассматривает лутбоксы как таковые формой азартных игр. Несмотря на то, что сенатор Хассен назвала решение ESRB «шагом вперёд», она осталась обеспокоенной «скептицизмом ESRB относительно характера лутбоксов и микротранзакций, потенциально вызывающих привыкание в компьютерных играх» и заявила: «Я продолжу работу со всеми уместными заинтересованными сторонами для продолжения надзора за этими проблемами и уверенности, что эти значительные успехи сделаны для улучшения прозрачности и защиты потребителей». ESRB представила новую маркировку In-Game Purchases (Includes Random Items) (с англ. — «внутриигровые покупки (включает в себя случайные предметы)») в апреле 2020 г., которая должна наноситься на игры с механикой лутбоксов.
Во время слушаний в Конгрессе об утечке данных из Cambridge Analytica и связанные с Facebook и Google в ноябре 2018 г. Джозеф Саймонс (англ. Joseph Simons), председатель Федеральной торговой комиссии, дал обещание Конгрессу, что возглавляемая им комиссия начнёт расследование в отношении лутбоксов, учитывая потенциальный рыночный объём микротранзакций. Закрытие правительства в начале 2019 г. отложило выход отчёта комиссии, однако Хассен продолжила требовать от комиссии обновления сведений о пересмотре их отношения к лутбоксам.
Федеральная торговая комиссия провела публичные слушания на тему лутбоксов 7 августа 2019 г., ответив на запросы представителей индустрии и рассмотрев публичные комментарии, поданные до слушаний. Во время слушаний представители ESA сообщили, что Microsoft, Nintendo и Sony работают над требованиями для новых и обновляемых игр, использующих лутбоксы, изданных на соответствующих игровых приставках, суть которых состоит в раскрытии шансов получения предметов из лутбоксов. Другие издатели, входящие в ESA, в том числе Activision Blizzard, Bandai Namco, Bethesda, Bungie, Electronic Arts, Take-Two Interactive, Ubisoft, Warner Bros. и Wizards of the Coast, также заявили о решении сделать то же на других игровых платформах как, например, персональный компьютер, а также для соответствия существующим требования платформ для мобильных устройств App Store и Google Play. По ожиданиям ESA результат от этих действий должен быть виден к концу 2020 г. На следующий день Nintendo выпустила новые правила, отражающие заявления, сделанные для Федеральной торговой комиссии, введя тем самым требования о раскрытия шансов получения предметов из лутбоксов для всех новых и обновляемых игр на её системах, а также об обеспечении возможности управления внутриигровыми покупками в подобных играх через приложение Nintendo Switch Online. В Epic Games также подтвердили следование правилам, которые были приняты ESA и другими издателями, компания к тому времени уже предприняла шаги по исключению лутбоксов из игр Fortnite, Rocket League и других из их портфолио.

#### Международные организации
Согласно внесённым Apple изменениям в App Store в декабре 2017 г., вводится требование для разработчиков, публикующих игры в магазине, которые включают в игры монетизируемые лутбоксы и подобные механики, посредством которых возможно получение случайных предметов за реальные деньги, опубликовывать шансы получения этих предметов посредством данных механик до того, как игрок потратит деньги на игру. Google ввёл подобные правила в мае 2019 г., согласно которым приложения, находящиеся в Play Store и использующие механики лутбоксов, должны публиковать соответствующие шансы.
В ноябре 2018 г. Международная ассоциация разработчиков игр (англ. International Game Developers Association, IGDA) обратилась к индустрии компьютерных игр для принятия действий в отношении лутбоксов, прежде чем правительство предпримет шаги для их регулирования. IGDA указало на три направления, на которых должна сосредоточиться индустрия: принять решение не продвигать механики лутбоксов среди детей, раскрывать шансы получения предметов посредством лутбоксов и обучать родителей внутриигровому родительскому контролю.
В феврале 2019 г. агрегатор рецензий OpenCritic начал включать подробности об использовании лутбоксов играми на страницы сводных сведений об игре.
В академической литературе Кинг (англ. King) и Делфаббро (англ. Delfabbro) предложили 21 оценку «социальной ответственности», которые могла бы применяться компаниями, занимающимися компьютерными играми, для предотвращения или уменьшения чрезмерных расходов на лутбоксы. Однако, готовность индустрии принять эти оценки вызывает вопросы из-за экономических мотивов.

## Судебная практика
В феврале 2020 г. во Франции были поданы два независимых групповых иска против компании Electronic Arts из-за режима Ultimate Team в играх серии FIFA, обвиняя её в равнозначности этого режима нерегулируемым азартным играм. Член одной из исковых групп обвинил компанию в том, что он потратил более 600 евро на наборы Ultimate Team и, в результате, так и не получил высоких рейтинговых мест, что требуется для возможности соперничества с другими игроками в онлайн-игре. Также суду было показано, что в играх серии FIFA отсутствует родительский контроль для возможности ограничения траты средств, что, вкупе с характером «плати для победы» (англ. pay-to-win) режима Ultimate Team, поощряет азартные игры несовершеннолетних, напрямую связывая это с решениями, принятыми в 2019 г. в Бельгии и Нидерландах.

## Влияние
В результате поднявшейся критики и законодательной активности некоторые разработчики начали удалять или заменять лутбоксы в своих играх. Компания Phoenix Labs решила заменить свой эквивалент лутбоксов из игры Dauntless на прямую продажу модифицирующих предметов, желаемых игроками, посредством обычной игровой валюты или за реальные деньги, что позволило компании сохранить монетизацию игры. Компания Playsaurus, разработчик free-to-play-игры Clicker Heroes, объявила в ноябре 2017 г. о том, что сиквел игры, вероятно, не будет использовать формат free-to-play, указывая на этические аспекты, связанные с системами лутбоксов, которые могут способствовать поведению, характерному для азартных игр. В январе 2019 г. компания Epic Games внесла изменения в механику лутбоксов игры Fortnite: Save the World, продающихся за реальные деньги, таким образом, чтобы покупатель мог видеть содержимое лутбокса перед покупкой, как способ решения проблемы связывания лутбоксов с азартными играми. Компания Pysonix удалила лутбоксы из игры Rocket League в декабре 2019 г., заменив их на магазин с прямой продажей предметов.